# Димитрий (Василиадис)
Архиепи́скоп Дими́трий (греч. Ἀρχιεπίσκοπος Δημήτριος, в миру Нико́лаос Василиа́дис, греч. Νικόλαος Βασιλειάδης; род. 1958, Салоники) — епископ Иерусалимской православной церкви, архиепископ Лиддский.

## Биография
Изучал богословие на богословском факультете Университета Аристотеля в Салониках.
В 1981 году принял монашеский постриг с именем Димитрий в келлии Малая святая Анна на Афоне.
В 1987 году прибыл в Иерусалим и в том же году был рукоположён в сан иеродиакона. В 1988 году был рукоположён во иеромонаха. В 1990 году был возведен в сан архимандрита.
Служил начальником Трапезной, секретарём в Патриаршем кабинете, игуменом в монастыре Архангелов в Старом Иерусалиме, который был восстановлен под его началом. Также служил приходским священником в Святом Монастыре Великой Пресвятой Богородицы.
Служил в Паломническом отделе Иерусалимской Патриархии и являлся представителем Иерусалимской Церкви на многочисленных собраниях и конференциях.
В 1992 году был назначен секретарем Священного Синода.
В ноябре 2005 года стал членом Священного Синода.
4 марта 2013 года был избран архиепископом Лиддским с сохранением должности секретаря Синода.
8 марта того же года в храме Иерусалимского Константино-Еленинского монастыря в Иерусалиме состоялось его наречение во епископа.
9 марта того же года в Храме Гроба Господня в Иерусалиме состоялась его епископская хиротония с возведением в сан архиепископа Лиддского. Хиротонию совершили: Патриарх Иерусалимский Феофил III, митрополит Капитолиадский Исихий (Кондояннис), митрополит Бострийский Тимофей (Маргаритис), митрополит Назаретский Кириак (Георгопетрис), митрополит Филадельфийский Венедикт (Цекурас), архиепископ Герасский Феофан (Хасапакис), архиепископ Авильский Дорофей (Леоварис), архиепископ Константинский Аристарх (Перистерис), архиепископ Иоппийский Дамаскин (Гаганьярас), архиепископ Фаворский Мефодий (Ливерис), архиепископ Иорданский Феофилакт (Георгиадис) и архиепископ Севастийский Феодосий (Ханна).